# Liste des épisodes de Parker Lewis ne perd jamais

Parker Lewis ne perd jamais (Parker Lewis Can't Lose) est une série américaine qui se compose de 3 saisons avec 73 épisodes au total. La série fut diffusée la première fois aux États-Unis le 2 septembre 1990 sur la FOX et le 11 mai 1992 en France sur TF1.

## Saisons
| Saisons | Saisons | Nombre d'épisodes | Diffusion américaine | Diffusion américaine | DVD (régions)   | DVD (régions) |
| Saisons | Saisons | Nombre d'épisodes | Début                | Fin                  | Zone 1          | Zone 2        |
| ------- | ------- | ----------------- | -------------------- | -------------------- | --------------- | ------------- |
|         | 1       | 26                | 2 septembre 1990     | 19 mai 1991          | 30 juin 2009    | 24 juin 2016  |
|         | 2       | 25                | 11 août 1991         | 17 mai 1992          | 26 janvier 2010 | —             |
|         | 3       | 22                | 16 juillet 1992      | 13 juin 1993         | —               | —             |

## Liste des épisodes

### Saison 1
| № | #  | Titres                                              | Réalisateur    | Scénariste                               | Première diffusion |
| 1 | 1  | Premiers Obstacles Pilot                            | Thom Eberhardt | Lon Diamond, Clyde Phillips              | 2 septembre 1990   |
| L'amitié entre Parker et Mikey est mise à mal par le charme de la belle Robin. |    |                                                     |                |                                          |                    |
| 2 | 2  | Opération Kubiac Operation Kubiac                   | Andy Tennant   | Lon Diamond, Clyde Phillips              | 9 septembre 1990   |
| Parker organise une conférence de presse pour aider Kubiac, courtisé par les universités, à trouver une école dans laquelle il pourra exprimer ses talents sportifs. |    |                                                     |                |                                          |                    |
| 3 | 3  | Mauvaise Blague Power Play                          | Max Tash       | Alan Cross, Tom Spezialy                 | 16 septembre 1990  |
| Parker trouve un nouvel adversaire en le personnage de Matt Stiles, un nouveau qui parvient à amadouer tous les élèves, y compris Jerry. |    |                                                     |                |                                          |                    |
| 4 | 4  | Parker Lewis doit perdre Parker Lewis Must Lose     | Andy Tennant   | Tom Straw                                | 23 septembre 1990  |
| Parker est candidat aux élections de l'école. Donné largement favori, il réalise finalement que son adversaire Becky Grant mérite de gagner; aussi décide-t-il de saboter sa propre campagne. |    |                                                     |                |                                          |                    |
| 5 | 5  | Sur un air de guitare Close, but No Guitar          | Bryan Spicer   | Lon Diamond, Clyde Phillips              | 30 septembre 1990  |
| À la suite d'une déception amoureuse, Mikey décide d'abandonner l'école pour se consacrer entièrement à la musique. Parker va tout faire pour l'en dissuader. |    |                                                     |                |                                          |                    |
| 6 | 6  | Un séminaire de tout repos G.A.G. Dance Fox         | Lyndall Hobbs  | Lon Diamond, Clyde Phillips              | 7 octobre 1990     |
| Le bal annuel où les filles invitent les garçons approche. Parker organise une conférence sur le flirt, et chacun trouve l'âme sœur ... sauf Parker qui souhaite secrètement que Tracy Lee Summers l'invite. |    |                                                     |                |                                          |                    |
| 7 | 7  | Admiration secrète Love’s a Beast                   | Max Tash       | Peter Ocko, Adam Barr                    | 14 octobre 1990    |
| Parker aide Mikey à découvrir l'identité de son admiratrice secrète. |    |                                                     |                |                                          |                    |
| 8 | 8  | Un remplaçant pour Musso Saving Grace               | Bryan Spicer   | Russell Marcus                           | 21 octobre 1990    |
| À la suite d'une inspection, Musso est renvoyée. Son remplaçant étant un maniaque hors normes, Parker est forcé de s'associer avec Musso pour qu'elle retrouve sa place. |    |                                                     |                |                                          |                    |
| 9 | 9  | Musso et Franck Musso & Frank                       | Max Tash       | Lon Diamond, Clyde Phillips              | 28 octobre 1990    |
| Lemmer a été chargé par Musso de s'occuper de sa nièce. Désespéré, Lemmer requiert l'aide de Parker. Celui-ci accepte l'offre à condition que Lemmer aide Steiner à réussir son examen sur Nixon. En échange, Parker doit lui trouver une « petite amie ». Parker lui présente la nouvelle élève du collège ... sans savoir qu'elle est la nièce de Musso.                           |    |                                                     |                |                                          |                    |
| 10 | 10 | Justice à retardement Deja Dudes                    | Bryan Spicer   | Tom Straw                                | 4 novembre 1990    |
| Musso organise une soirée d'anciens élèves à l'occasion de laquelle une capsule témoin enterrée sur le campus en 1970 doit être ouverte. Or, cette capsule contient la preuve de l'identité de l'auteur d'une farce cruelle faite à l'époque à Musso ... par Marty, le père de Parker.                                                                                               |    |                                                     |                |                                          |                    |
| 11 | 11 | Radio Flamingo Radio Free Flamingo                  | Jeff Melman    | David Caplan, Brian LaPan                | 11 novembre 1990   |
| Parker et ses amis découvrent une ancienne station de radio dans les murs de l'école. Ils décident de la relancer. |    |                                                     |                |                                          |                    |
| 12 | 12 | Vive la science Science Fair                        | Max Tash       | John DeBellis                            | 18 novembre 1990   |
| La Fête de la Science approche. Chaque école s'apprête à présenter les meilleures inventions de ses étudiants. La rivalité entre Musso et Pankow reprend de plus belle, chacun défendant son école. |    |                                                     |                |                                          |                    |
| 13 | 13 | Les Professeurs Teacher, Teacher                    | Bryan Spicer   | Lon Diamond, Clyde Phillips              | 2 décembre 1990    |
| Mme Donnely, la professeur de littérature unanimement appréciée des élèves, décide de rendre son tablier face à une jeunesse qu'elle comprend de moins en moins. Mais elle est la seule à pouvoir éviter le terrible combat qui s'annonce entre Kubiac et le non moins robuste McDonald.                                                                                             |    |                                                     |                |                                          |                    |
| 14 | 14 | Danger location Rent-a-Kube                         | Andy Tennant   | Tom Straw                                | 16 décembre 1990   |
| Alors que les vols se multiplient au vidéo-club des parents Lewis, Parker propose d'engager Kubiac comme vigile. Les vols cessent rapidement ... faute de clientèle, effrayée par le mastodonte. |    |                                                     |                |                                          |                    |
| 15 | 15 | La Grande Classe Heather the Class                  | Max Tash       | Alan Cross, Tom Spezialy                 | 13 janvier 1991    |
| Une bande de filles, les Vogue, règne sur l'école. Shelly décide de les rejoindre, mais pour cela elle doit renier son amitié de toujours avec Annie Ricker. Parker doit recoller les morceaux, tout en devant faire maigrir Kubiac pour le prochain concours de lutte de l'école.                                                                                                   |    |                                                     |                |                                          |                    |
| 16 | 16 | Drôle de portrait Jerry: Portrait of a Video Junkie | Bryan Spicer   | Lon Diamond, Clyde Phillips              | 3 février 1991     |
| Parker et Mikey ont fort à faire pour guérir Jerry de son addictions aux jeux vidéo, tandis que Musso a le malheur de recevoir la visite de sa mère. |    |                                                     |                |                                          |                    |
| 17 | 17 | La Grande Vie Splendor in the Class                 | Larry Lipton   | Michael Swerdlick                        | 10 février 1991    |
| Parker s'est trouvé une nouvelle petite amie en la personne de la belle Harley Madison. Il change progressivement et s'éloigne de ses amis Mikey et Jerry. Mais ces derniers ne comptent pas rester sans agir. |    |                                                     |                |                                          |                    |
| 18 | 18 | Drôle d'histoire The Human Grace                    | Max Tash       | Tom Straw                                | 17 février 1991    |
| Parker fait parvenir à Musso une lettre d'amour signée Pankow. À sa grande surprise, une histoire d'amour naît entre les deux surveillants… |    |                                                     |                |                                          |                    |
| 19 | 19 | Le Sens civique Citizen Kube                        | Max Tash       | Alan Cross, Clyde Phillips, Tom Spezialy | 24 février 1991    |
| Ruiné, Kubiac devient « le goinfre furtif », un mystérieux inconnu qui vole la nourriture des autres. Mais tout change lorsque Larry gagne un concours et devient millionnaire… |    |                                                     |                |                                          |                    |
| 20 | 20 | Sans rancune Randall without a Cause                | Max Tash       | Lon Diamond, Clyde Phillips              | 10 mars 1991       |
| Mikey se lie avec une bande de motards, mais il déchante lorsque ceux-ci piétinent la pelouse de Musso. Arrêté par la police, Mikey a besoin de l'aide de ses seuls vrais amis, Parker et Jerry. |    |                                                     |                |                                          |                    |
| 21 | 21 | Jerry s'encanaille Jerry’s First Date               | Bryan Spicer   | Adam Barr, Peter Ocko                    | 24 mars 1991       |
| Jerry est tombé amoureux de Melissa, une étudiante sur le point de s'inscrire à l'université. Contre toute attente, elle accepte qu'il l'accompagne à la journée d'accueil des étudiants… |    |                                                     |                |                                          |                    |
| 22 | 22 | Anormal Against the Norm                            | Bryan Spicer   | Tom Straw                                | 7 avril 1991       |
| Le Dr Norman Pankow revient et supplie Musso pour un emploi. Par la suite, Pankow tente de faire virer Musso pour se venger. Kubiac demande à Parker de l'aider à tricher à un examen… |    |                                                     |                |                                          |                    |
| 23 | 23 | Le Roi King Kube                                    | Bryan Spicer   | Alan Cross, Tom Straw                    | 28 avril 1991      |
| Larry Kubiac est élu le roi du bal de la promo de Santo Domingo. Jerry avoue à Parker et Mikey qu'il s'agit en réalité d'une blague afin que tout le monde se moque de Kubiac. Shelly raconte à Kubiac qu'il s'est fait avoir, il renonce alors à son titre de roi et quitte Santo Domingo…                                                                                          |    |                                                     |                |                                          |                    |
| 24 | 24 | À tout casser Teens from a Mall                     | Andy Tennant   | Lon Diamond, Clyde Phillips              | 5 mai 1991         |
| Au centre commercial, Parker trouve la fille de ses rêves, Musso est accro au shopping et Mickey travaille en tant que vendeur. Jerry lui, essaye de trouver un travail à mi-temps. Shelly est convaincue que Lemmer est un vampire. |    |                                                     |                |                                          |                    |
| 25 | 25 | Ma brave petite sœur My Fair Shelly                 | Andy Tennantr  | Adam Barr, Peter Ocko                    | 12 mai 1991        |
| Shelly se rend à une fête accompagnée d'un étudiant que Parker lui a trouvé. Hélas, son cavalier ne lui accorde pas suffisamment d'attention. Elle s'en sépare donc, à la joie de Jerry, jaloux. De son côté, Kubiac multiplie les tentatives pour entrer dans la fête, n'ayant pas été invité. Au lycée, Lemmer propose sa compagnie à Musso, sans homme avec qui passer la soirée. |    |                                                     |                |                                          |                    |
| 26 | 26 | Que la vie est dure Parker Lewis Can't Win          | Bryan Spicer   | Tom Straw                                | 19 mai 1991        |
| C'est le dernier jour d'école, et se révèle être le pire de Parker, commençant sa journée en retard et ratant le rendez-vous avec Mikey et Jerry, qui rencontrent le guitariste Eddie Van Halen. Pour lui remonter le moral, Mikey offre un pass' à Parker pour les coulisses du concert de Van Halen, mais Shelly dérobe le pass' au dernier moment pour le remettre à Kubiac.      |    |                                                     |                |                                          |                    |

### Saison 2
| № | #  | Titres                                             | Réalisateur  | Scénariste                              | Première diffusion |
| 1 | 27 | Ah ! Les Parents Father Knows Less                 | Rob Bowman   | Adam Barr, Peter Ocko                   | 11 août 1991       |
| Monsieur Tompkins lance un défi aux élèves de Santo Domingo : créer une machine à faire du pain grillé en utilisant du matériel limité contenu dans une boite. Chaque élève doit faire équipe avec un de ses parents. N'ayant plus de nouvelles de son père depuis plus de six mois, Mikey demande à sa mère de faire équipe avec lui. Jack Tompkins propose à Musso un poste dans un conseil d'administration avec une voiture de fonction et un salaire à la clé. Pour décrocher le poste, Musso doit se montrer cruelle et ambitieuse tout en restant attendrissante envers les élèves de son lycée… |    |                                                    |              |                                         |                    |
| 2 | 28 | Le Mauvais Côté A Walk on the Dark Side            | Bryan Spicer | Brenda Lilly, Renee Palyo               | 18 août 1991       |
| Shelly veut devenir la chef des pom-pom girls, et se fait humilier lors de la performance. Elle décide alors de rejoindre le clan de Jimmy Joe Trout, les défenseurs du mal. Parker tente tout pour ramener Shelly dans le côté du bien. Musso et Frank essayent de comprendre comment Kubiac est devenu intelligent en obtenant le plus gros score du lycée, accédant ainsi au concours inter-scolaire. |    |                                                    |              |                                         |                    |
| 3 | 29 | À plein tube Full Mental Jacket                    | Rob Bowman   | Matt Dearborn                           | 1er septembre 1991 |
| Parker veut que Jerry retire son pardessus pour qu'il gagne en confiance envers les filles et en particulier une, Rita, dont Jerry est amoureux… Pendant ce temps, Kubiac surveille le pardessus de Jerry enfermé dans un casier de l'école. |    |                                                    |              |                                         |                    |
| 4 | 30 | Le Choc du futur Future Shock                      | Bryan Spicer | Alan Cross, Tom Spezialy                | 8 septembre 1991   |
| Jerry bidouille l'ordinateur de l'administration pour que Parker ait le même emploi du temps que celui de Donna Sue Horton. Musso soupçonne les horaires de Parker, et lui donne deux jours pour qu'il revienne avec un emploi du temps qui lui correspond le plus pour son propre avenir. Frank cherche comment piéger Kubiac, qui arrive à fuir assez rapidement. Ne parvenant pas à le débusquer, Musso engage un professionnel. |    |                                                    |              |                                         |                    |
| 5 | 31 | Les Examens The Undergraduate                      | Jeff Melman  | Lon Diamond, Clyde Phillips             | 15 septembre 1991  |
| Mikey auditionne à la guitare pour le bal de promo de Santo Domingo en espérant se faire remarquer par Collin David, un PDG d'une grande maison de disques. Recalé par Musso, Mikey se fait remarquer par une jeune femme au "Atlas diner" qui lui propose d'enregistrer gratuitement une chanson dans le meilleur studio de la ville. Obsédé par la musique, Mikey rate ses examens et passe plus de temps avec sa nouvelle copine, Claire. L'Atlas recrute un nouveau serveur, Nick, qui se familiarise rapidement avec Jerry, "Park" ou encore Musso.                                                |    |                                                    |              |                                         |                    |
| 6 | 32 | Avis de tempête Stormy Mikey                       | Bryan Spicer | Lon Diamond, Clyde Phillips             | 22 septembre 1991  |
| Sandy Mason, professeure de littérature, demande à Parker qu'il représente sa classe pour le marathon des débats et l'invite chez elle pour un cours particulier. Parker est dépassé par ses fantasmes, et les histoires que Brian Popko lui a racontées à propos de Mason. Frank a la voix cassée et doit renoncer à son rôle d'Harold Hill ; Musso cherche alors un bon comédien et passe une annonce pour le remplacer. |    |                                                    |              |                                         |                    |
| 7 | 33 | Drôle de couple Fat Boy and Little Man             | Mark Jean    | Adam Barr, Peter Ocko                   | 29 septembre 1991  |
| Pour aider Kubiac à remporter le match de football américain contre le lycée ennemi de toujours "El Corado", on lui adjoint Jerry, véritable petit génie tactique. |    |                                                    |              |                                         |                    |
| 8 | 34 | Méfiance Aging Gracefully                          | Bryan Spicer | David Steven Cohen, Roger S.H. Schulman | 6 octobre 1991     |
| À l'approche de la quarantaine Musso devient très irritable. Elle doit en plus encore faire face au Dr Pankow. |    |                                                    |              |                                         |                    |
| 9 | 35 | Chroniques de Parker The Parker Chronicles         | Bryan Spicer | Lon Diamond, Clyde Phillips             | 13 octobre 1991    |
| Parker tient un journal intime sur cassette, où il enregistre ce qu'il pense des autres. Hélas, Lemmer le lui vole et en diffuse publiquement le contenu, lors d'une cérémonie donnée en l'honneur de Kubiac. Contre toute attente, les vérités que renferme ce journal ne sont pas si diffamantes, bien au contraire. |    |                                                    |              |                                         |                    |
| 10 | 36 | Ça va chauffer Rock 'n' Roles                      | Tucker Gates | Sheryl J. Anderson                      | 27 octobre 1991    |
| Shelly est dévorée par sa passion pour la rockeuse Jezebel, au désespoir de Parker et de ses parents. Mais sa rencontre fortuite avec son idole lui permet de prendre du recule vis-à-vis de cette passion. De son côté, Kubiac est engagé comme surveillant pour remplacer Lemmer, parti en formation. Hélas, son penchant pour la nourriture nuit à son efficacité. |    |                                                    |              |                                         |                    |
| 11 | 37 | Les Poignées d'amour Love Handles                  | Rob Bowman   | Brenda Lilly, Renee Palyo               | 3 novembre 1991    |
| Parker rencontre une fille avec qui il a dialogué par messagerie instantanée, mais son apparence physique ne correspond pas à ce qu'il avait imaginé. Toutefois, pour ne pas la blesser, il décide d'apprendre à mieux la connaître, au mépris de la moquerie générale. Il est alors touché par sa sensibilité et une amitié naît entre eux. |    |                                                    |              |                                         |                    |
| 12 | 38 | Les Rencontres Boy Meets Girl                      | Rob Bowman   | Lon Diamond, Clyde Phillips             | 10 novembre 1991   |
| Parker entretient une relation amoureuse parfaite avec Annie Sloan, mais son bonheur le dépasse, ce qui mène son couple vers la rupture. Heureusement, aidé par l'intervention secrète de Mickey, le couple se reforme : Parker va enfin vivre son premier grand amour. De son côté, Shelly déplore la protection un peu trop rapprochée que lui assure Kubiac, depuis qu'elle l'a sauvé de l'asphyxie. Toutefois, elle retrouve la paix quand Jerry sauve à son tour Kubiac, devenant alors le nouvel homme à protéger.                                                                                |    |                                                    |              |                                         |                    |
| 13 | 39 | Coup de chance Raging Kube                         | Bryan Spicer | Alan Cross, Tom Spezialy                | 24 novembre 1991   |
| Pour gagner le cœur d'Eileen, Kubiac renonce à la violence. Élève belliqueux en quête de pouvoir, Don Remano plonge alors l'école dans la terreur. Kubiac se résigne donc à affronter son adversaire au cours d'un duel, qu'il redoute, ne s'étant jamais battu. Il réussit pourtant à le faire capituler, en déployant une force qu'il ne se soupçonnait pas. De son côté, après d'âpres négociations, Musso s'offre un véhicule, qui se révèle être une épave. |    |                                                    |              |                                         |                    |
| 14 | 40 | La Tour du pouvoir Tower of Power                  | Mark Jean    | Adam Barr, Peter Ocko                   | 15 décembre 1991   |
| Parker doit réviser pour une épreuve difficile, programmée par M. Tower, professeur d'histoire sévère et puriste. Hélas, Musso lui a déjà confié la réalisation d'un reportage sur l'école. Dépassé, Parker craque et sèche l'épreuve, qu'il doit toutefois rattraper. Heureusement, Jerry et Mikey assurent le tournage du reportage. Soulagé, non seulement Parker se recentre sur sa préparation à l'épreuve, qu'il passe avec succès, mais il réussit à tempérer son professeur. |    |                                                    |              |                                         |                    |
| 15 | 41 | Un peu de tenue Obscene and Not Heard              | Bryan Spicer | David Steven Cohen, Roger S.H. Schulman | 22 décembre 1991   |
| Le comité de censure dirigé par le Dr. Pankow s'en prend au père de Parker car il a vendu un disque "obscène". |    |                                                    |              |                                         |                    |
| 16 | 42 | Les Adieux Goodbye, Mr. Rips                       | Larry Shaw   | Brenda Lilly, Renee Palyo               | 5 janvier 1992     |
| Mr Rips, un professeur apprécié par tous, décide de partir car son maigre salaire ne peut le faire vivre. C'est la consternation parmi les élèves de Santo Domingo. |    |                                                    |              |                                         |                    |
| 17 | 43 | Les Guerres Civiles Civil Wars                     | Bryan Spicer | Adam Barr, Peter Ocko                   | 19 janvier 1992    |
| La mère de Parker veut reprendre ses études. Jerry emménage chez Parker. |    |                                                    |              |                                         |                    |
| 18 | 44 | La Gloire Glory Daze                               | Bryan Spicer | Alan Cross, Tom Spezialy                | 9 février 1992     |
| Quand un ancien condisciple de Musso et Marty, champion de baseball, revient à l'école pour passer l'épreuve qu'il lui manque pour son avoir son diplôme. |    |                                                    |              |                                         |                    |
| 19 | 45 | Un grand départ Boy Meets Girl II                  | Bryan Spicer | Lon Diamond, Clyde Phillips             | 16 février 1992    |
| Parker est confronté aux affres, à la douleur, aux interrogations d'une relation amoureuse longue de deux mois. |    |                                                    |              |                                         |                    |
| 20 | 46 | La Danse de l'amour Dance of Romance               | Rob Bowman   | David Steven Cohen, Roger S.H. Schulman | 1er mars 1992      |
| Franck Lemmer est amoureux et prend conseil auprès de Nick, le spécialiste local, qui, lui aussi, vient de rencontrer l'amour et son premier râteau. |    |                                                    |              |                                         |                    |
| 21 | 47 | Quand Jerry rencontre Shelly When Jerry Met Shelly | Rob Bowman   | Renee Palyo                             | 22 mars 1992       |
| Comment Parker va-t-il réagir quand Jerry, le meilleur ami de Parker, tombe amoureux de Shelly, la petite sœur insupportable de Parker ? |    |                                                    |              |                                         |                    |
| 22 | 48 | La Tragédie Geek Tragedy                           | Larry Shaw   | Adam Barr, Peter Ocko                   | 12 avril 1992      |
| Quand Jerry, l'ancien ringard, devient le mentor d'une ringarde en lui donnant confiance en elle. |    |                                                    |              |                                         |                    |
| 23 | 49 | Question d'argent Money Talks                      | Bryan Spicer | Sheryl J. Anderson                      | 26 avril 1992      |
| Mikey a besoin d'argent, tombe amoureux, et trouve un travail avec les responsabilités qui vont avec. |    |                                                    |              |                                         |                    |
| 24 | 50 | Enfin seul Home Alone with Annie                   | Mike Finney  | Alan Cross, Tom Spezialy                | 3 mai 1992         |
| Parker a la maison pour lui tout seul ce samedi soir. Il en profite alors pour inviter Annie à regarder le câble pour la première fois. Mais la soirée tranquille et romantique promise ne va pas se dérouler comme prévu. |    |                                                    |              |                                         |                    |
| 25 | 51 | La Fête Diner '75                                  | Rob Bowman   | Adam Barr, Peter Ocko                   | 17 mai 1992        |
| Tout le monde est réuni à « L'Atlas » pour un huis clos tragique. |    |                                                    |              |                                         |                    |

### Saison 3
| № | #  | Titres                                                  | Réalisateur  | Scénariste                              | Première diffusion |
| 1 | 52 | Parker se met à l'heure d'été Flamingo Graffiti         | Larry Shaw   | Lon Diamond, Clyde Phillips             | 16 juillet 1992    |
| Pour le premier jour d'été, Parker veut changer… À commencer par la coiffure. |    |                                                         |              |                                         |                    |
| 2 | 53 | La Bête noire de Parker Cape Flamingo                   | Rob Bowman   | Lon Diamond, Clyde Phillips             | 23 juillet 1992    |
| Parker affronte deux ennemis : Brad Penny et sa conscience. |    |                                                         |              |                                         |                    |
| 3 | 54 | Premier Baiser The Kiss                                 | Larry Shaw   | Renee Palyo                             | 30 juillet 1992    |
| Le « coach » concocte un piège à la « Mambo » pour séduire Musso et Shelly, qui grandit, fait tout pour se faire remarquer par Brad Penny.                                                                                   |    |                                                         |              |                                         |                    |
| 4 | 55 | L'Été 92 Summer of '92                                  | Rob Bowman   | Lon Diamond, Clyde Phillips             | 6 août 1992        |
| Annie doit accompagner un groupe d'enfants pour le week-end. Mikey et Parker sont invités à une soirée interdite par deux jolies filles de la fac, tombées sous le charme des deux lycéens. Résisteront-ils à la tentation ? |    |                                                         |              |                                         |                    |
| 5 | 56 | L'Amour, c'est l'enfer Love is Hell                     | Larry Shaw   | David Steven Cohen, Roger S.H. Schulman | 13 août 1992       |
| Tout le monde recherche des conseils pour déclarer son amour, et écoute ceux donnés par Annie. |    |                                                         |              |                                         |                    |
| 6 | 57 | Voyage initiatique Jerry's Journey                      | Rob Bowman   | Adam Barr, Peter Ocko                   | 20 août 1992       |
| Parker et Mikey invitent leurs copines dans un restaurant de luxe. Jerry, seul, est entraîné dans de mauvais coups par Brad Penny.                                                                                           |    |                                                         |              |                                         |                    |
| 7 | 58 | La Belle et la Brute Beauty and the Kube                | Mike Finney  | Adam Barr, Peter Ocko                   | 6 septembre 1992   |
| Annie découvre chez « Kub » un don avec les jeunes enfants de la garderie. Mais Parker, Mikey et Jerry en doutent. |    |                                                         |              |                                         |                    |
| 8 | 59 | Les couples se forment Hungry Heart                     | Bryan Spicer | Renee Palyo                             | 13 septembre 1992  |
| Un nouveau gérant arrive à l'Atlas Diner, Annie veut à tout crin réunir la mère du petit Timmy et le Coach. Mais ce dernier est toujours attiré par Musso.                                                                   |    |                                                         |              |                                         |                    |
| 9 | 60 | Le Fils de son père Lewis & Son                         | Mike Finney  | Alan Cross, Tom Spezialy                | 20 septembre 1992  |
| La Pourdrière, supermarché de la vidéo, ouvre une succursale juste à côté de Mondo Vidéo, le magasin familial des Lewis. Qui gagnera la guerre des cassettes ?                                                               |    |                                                         |              |                                         |                    |
| 10 | 61 | Kohler rachète le restaurant Kohler Buys the Diner      | Larry Shaw   | David Steven Cohen, Roger S.H. Schulman | 27 septembre 1992  |
| Le coach Kohler hérite d'une forte somme d'argent à la mort de sa mère. Dans l'espoir de séduire Musso, il rachète l'Atlas Diner. Mais la vie de patron n'est pas toujours facile.                                           |    |                                                         |              |                                         |                    |
| 11 | 62 | Parker a une voiture neuve Parker's Got a Brand New Car | Larry Shaw   | Lon Diamond, Clyde Phillips             | 21 mars 1993       |
| Le père de Lewis veut lui offrir une voiture. Mais entre la grosse Volvo de la recommandation paternelle, Parker préfère une petite décapotable rouge.                                                                       |    |                                                         |              |                                         |                    |
| 12 | 63 | Musso cherche un mari An Unmarried Musso                | Rob Bowman   | Renee Palyo                             | 28 mars 1993       |
| Musso est rongée par son célibat, mais elle rencontre l'oncle de Parker Lewis. Ce coup de foudre n'est pas du goût de Parker si Shelly sait s'en contenter.                                                                  |    |                                                         |              |                                         |                    |
| 13 | 64 | Brad retourne à l'école Educating Brad                  | Mike Finney  | Clyde Phillips                          | 4 avril 1993       |
| Une amie d'Annie ne laisse pas Brad insensible. Le maçon retourne alors en classe de poésie, faisant concurrence à Parker.                                                                                                   |    |                                                         |              |                                         |                    |
| 14 | 65 | Annie a des absences The Love Bug                       | Mike Finney  | Clyde Phillips                          | 11 avril 1993      |
| Annie semble plus distante avec Parker dans leur relation amoureuse. La mère de Parker est malade et ne peut l'aider efficacement.                                                                                           |    |                                                         |              |                                         |                    |
| 15 | 66 | Tranche de vie Write or Die                             | Larry Shaw   | Clyde Phillips                          | 18 avril 1993      |
| Mikey doit écrire une nouvelle autour d'un personnage qui a perdu quelque chose. Tous ses amis sont réunis pour l'aider, avec en toile de fond, toujours des tensions entre Parker et Annie.                                 |    |                                                         |              |                                         |                    |
| 16 | 67 | La femme fatale est de retour The Bitch is Back         | Larry Shaw   | Clyde Phillips                          | 25 avril 1993      |
| Mikey a une nouvelle petite amie. Mais c'est aussi une ex de Parker et elle lui avait brisé le cœur en l'abandonnant sans nouvelle ni explication. Parker est inquiet pour son ami. Doit-il lui faire part de ses craintes.  |    |                                                         |              |                                         |                    |
| 17 | 68 | Musso se marie Musso: A Wedding                         | Larry Shaw   | Clyde Phillips                          | 2 mai 1993         |
| Musso rencontre par hasard un ancien ami. Le courant passe bien et un mariage est vite programmé. Mais qui est donc cet homme de rêve ?                                                                                      |    |                                                         |              |                                         |                    |
| 18 | 69 | Une soirée dont on se souvient Night to Remember        | Rob Bowman   | Clyde Phillips                          | 9 mai 1993         |
| Parker prépare sa soirée du bal de promo mais il doit y chaperonner sa petite sœur. |    |                                                         |              |                                         |                    |
| 19 | 70 | L'Invitation Boys Night In                              | Larry Shaw   | Clyde Phillips                          | 23 mai 1993        |
| Jerry a du mal avec les filles. Parker et Mikey décident de faire de lui « un homme » : soirée entre garçons devant un film et sortie en boîte de striptease au menu.                                                        |    |                                                         |              |                                         |                    |
| 20 | 71 | Jerry est surdoué Senior Jerry                          | Mike Finney  | Clyde Phillips                          | 30 mai 1993        |
| Les qualités intellectuelles supérieures de Jerry lui permettent de passer « chez les grands ». L'enthousiasme des débuts se maintiendra-t-il ?                                                                              |    |                                                         |              |                                         |                    |
| 21 | 72 | Par amitié The Rocky Kohler Picture Show                | Larry Shaw   | Clyde Phillips                          | 6 juin 1993        |
| Le club de cinéma du lycée invite « Kub » à les rejoindre. Mais Kohler s'incruste dans son sillage, au grand dam de tout le monde. Pendant ce temps, Jerry apprend à Musso à se servir d'un ordinateur…                      |    |                                                         |              |                                         |                    |
| 22 | 73 | Le Dernier Repas The Last Supper                        | Mike Finney  | Clyde Phillips                          | 13 juin 1993       |
| Kohler a perdu sa licence. L'Atlas Diner va fermer ses portes. Le juke-box va cristalliser les souvenirs de tous les personnages.                                                                                            |    |                                                         |              |                                         |                    |